# Mesorregión de la Borborema
La mesorregión de la Borborema es una de las cuatro mesorregiones del estado brasileño de Paraíba. Es formada por la unión de 44 municipios agrupados en cuatro microrregiones.

## Principales centros urbanos
- Monteiro
- Picuí
- Juazeirinho
- Santa Luzia

## Microrregiones
- Karirí Occidental
- Karirí Oriental
- Seridó Occidental Paraibano
- Seridó Oriental Paraibano

- Datos: Q2060476